# 蔡佩真 (籃球運動員)
蔡佩真（1984年5月27日—）為臺灣女子籃球運動員，場上位置為中鋒，現效力於台元女籃。
蔡佩真高中時期就讀於滬江高中，加入該校籃球隊並參加HBL。大學則就讀並畢業於臺北市立體育學院。2004年女子超級籃球聯賽成立，蔡佩真隨即加入台元女籃，首次出賽在2005年1月15日，對陣國泰女籃。

## 外部連結
- 蔡佩真在fiba.basketball（英语）
- 蔡佩真在fiba.basketball（英语）
- 蔡佩真在archive.fiba.com（archived）（英语）
- 蔡佩真在archive.fiba.com（archived）（英语）
- 蔡佩真在archive.fiba.com（archived）（英语）
- 蔡佩真在Eurobasket.com（球員）（英语）